# Eutypa
Eutypa Tul. & C. Tul. (krzyżaczka) – rodzaj grzybów z rodziny Diatrypaceae.

## Systematyka i nazewnictwo
Pozycja w klasyfikacji według Index Fungorum: Diatrypaceae, Xylariales, Xylariomycetidae, Sordariomycetes, Pezizomycotina, Ascomycota, Fungi.
Synonimy nazwy naukowej: Epheliopsis Henn., Lageniformia Plunkett.

## Charakterystyka
Owocniki typu perytecjum, zanurzone w podkładce. Podkładka zwykle szeroko rozpostarta, o czarnej, często chropowatej powierzchni, zrosła z podłożem, często o słabo zaznaczonych brzegach, ale czasami dyskretna, obejmująca tkanki żywiciela. Perytecja tworzą pojedynczą warstwę w podkładce. Są półkuliste, z szyjkami ujściowymi oddzielnie wystającymi, oddzielonymi zieloną lub białą tkanką rzekomego miąższu lub poczerniałymi lub prawie niezmienionymi tkankami żywiciela. Ostiole pół-stożkowe, z 3–5 żłobkami lub bez żłobków. Worki unitunikowe, wrzecionowate, o długich trzonkach, z lekko amyloidalnym pierścieniem wierzchołkowym, 8-zarodnikowe. Askospory jednokomórkowe, kiełbaskowate, niemal szkliste do ciemnobrązowych.

## Gatunki występujące w Polsce
- Eutypa crustata (Fr.) Sacc. 1882
- Eutypa flavovirens (Pers.) Tul. & C. Tul. 1863
- Eutypa laevata (Nitschke) Sacc. 1882
- Eutypa lata (Pers.) Tul. & C. Tul. 1863
- Eutypa leioplaca (Fr.) Cooke 1871
- Eutypa maura (Fr.) Sacc. 1882
- Eutypa polycocca (Fr.) P. Karst. 1873
- Eutypa sparsa Romell 1889
- Eutypa spinosa (Pers.) Tul. & C. Tul. 1863 – krzyżaczka bukowa
- Eutypa stenopora (Tul. & C. Tul.) Sacc. 1928
- Eutypa subtecta (Kunze) Fuckel 1870

Nazwy naukowe na podstawie Index Fungorum. Wykaz gatunków według W. Mułenki i in. Polskie nazwy na podstawie rekomendacji Komisji ds. Polskiego Nazewnictwa Grzybów przy Polskim Towarzystwie Mykologicznym.